# Langlaufen op de Olympische Winterspelen 1936
Langlaufen is een van de sporten die beoefend werden tijdens de Olympische Winterspelen 1936 in Garmisch-Partenkirchen.

## Heren

### 18 kilometer
| rang   | sporter(s)       | land | tijd    |
| ------ | ---------------- | ---- | ------- |
| Goud   | Erik Larsson     | SWE  | 1:14:38 |
| Zilver | Oddbjørn Hagen   | NOR  | 1:15:33 |
| Brons  | Pekka Niemi      | FIN  | 1:16:59 |
| 4      | Martin Matsbo    | SWE  | 1:17:02 |
| 5      | Olaf Hoffsbakken | NOR  | 1:17:37 |
| 6      | Arne Rustadstuen | NOR  | 1:18:13 |
| 7      | Sulo Nurmela     | FIN  | 1:18:20 |
| 8      | Artur Häggblad   | SWE  | 1:18:55 |

### 50 kilometer
| rang   | sporter(s)        | land | tijd    |
| ------ | ----------------- | ---- | ------- |
| Goud   | Elis Wiklund      | SWE  | 3:30:11 |
| Zilver | Axel Wikström     | SWE  | 3:33:20 |
| Brons  | Nils-Joel Englund | SWE  | 3:34:10 |
| 4      | Hjalmar Bergström | SWE  | 3:35:50 |
| 5      | Klaes Karppinen   | FIN  | 3:39:33 |
| 6      | Arne Tuft         | NOR  | 3:41:18 |
| 7      | Frans Heikkinen   | FIN  | 3:42:44 |
| 8      | Pekka Niemi       | FIN  | 3:44:14 |

### 4 x 10 kilometer Estafette
| rang   | sporter(s)                                                            | land | tijd    |
| ------ | --------------------------------------------------------------------- | ---- | ------- |
| Goud   | Sulo Nurmela Klaes Karppinen Matti Lähde Kalle Jalkanen               | FIN  | 2:41:33 |
| Zilver | Oddbjørn Hagen Olaf Hoffsbakken Sverre Brodahl Bjarne Iversen         | NOR  | 2:41:39 |
| Brons  | John Berger Erik Larsson Arthur Häggblad Martin Matsbo                | SWE  | 2:43:03 |
| 4      | Giulio Gerardi Severino Menardi Vincenzo Demetz Giovanni Kasebacher   | ITA  | 2:50:05 |
| 5      | Cyril Musil Gustav Berauer Lukáš Mihalák František Šimůnek            | TCH  | 2:51:56 |
| 6      | Friedl Däuber Wilhelm Bogner Herbert Leupold Anton Zeller             | GER  | 2:54:54 |
| 7      | Michal Górski Marian Woyna-Orlewicz Stanisław Karpiel Bronisław Czech | POL  | 2:58:50 |
| 8      | Fred Rößner Harald Bosio Erich Gallwitz Hans Baumann                  | AUT  | 3:02:48 |

## Medaillespiegel
| rang | land      | goud | zilver | brons | totaal |
| ---- | --------- | ---- | ------ | ----- | ------ |
| 1    | Zweden    | 2    | 1      | 2     | 5      |
| 2    | Finland   | 1    | 0      | 1     | 2      |
| 3    | Noorwegen | 0    | 2      | 0     | 2      |
|      |           | 3    | 3      | 3     | 9      |